# Сувенирный листок

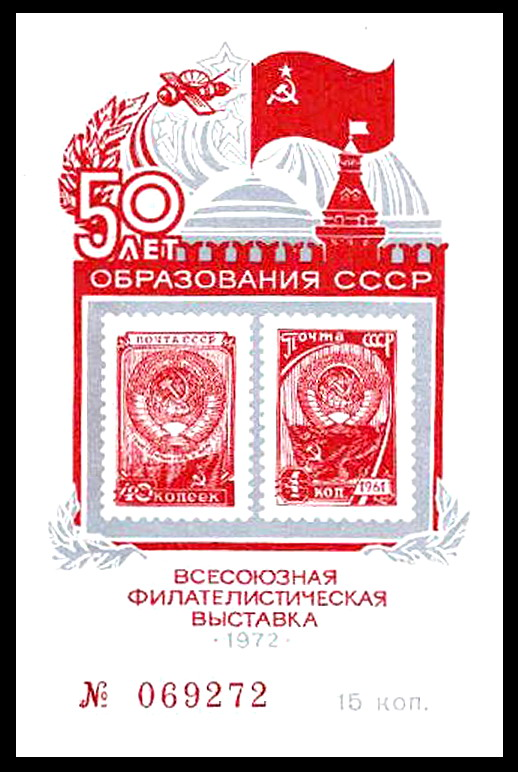
Сувенирный листок СССР, приуроченный к Всесоюзной филателистической выставке «50 лет образования СССР» в Москве (1972)

Сувенирные листки — памятные выпуски филателистического характера, на которых напечатаны рисунки почтовых марок. Не являются знаками почтовой оплаты.

## Терминология
Понятие «сувенирный листок» в русской филателистической литературе имеет узкое значение и используется исключительно для описания непочтовых изданий. Его не следует путать с другим русским термином — «почтовый блок», а также с похожими терминами в иностранных языках, например, с английским термином «souvenir sheet» (или «miniature sheet»), который одновременно подразумевает издания как почтового (русский термин «почтовый блок»), так и непочтового (русский термин «сувенирный листок») характера.

## Описание
Сувенирные листки выпускаются во многих странах, обычно с согласия почтовых властей, в связи с проведением крупных филателистических выставок, съездов, конгрессов, конкурсов. Доход от распространения поступает в фонд выпустившей их организации. Внешне они напоминают почтовые блоки, с воспроизведёнными редкими или соответствующими теме выставки марками. Как правило, номиналы воспроизведённых марок забиты линиями или отсутствуют вообще, поэтому использоваться для оплаты корреспонденции эти издания не могут. Часто изображения марок печатаются с оригинальных печатных форм. В отличие от чернодрука печатается в цвете.
Хотя сувенирные листки не являются знаками почтовой оплаты и помещение их в выставочные листы не допускается, они, бесспорно, представляют определённый филателистический интерес.

## История
В Советском Союзе первый такой листок был издан Министерством связи СССР в октябре 1967 года по случаю Всесоюзной филателистической выставки, посвящённой 50-летию Октябрьской революции. Известен также редкий сувенирный почтовый блок, выпущенный крайне ограниченным тиражом (всего 500 экз.) и приуроченный к I Всесоюзной филателистической выставке в декабре 1932 года (ЦФА [АО «Марка»] № 405), который, несмотря на включение в каталог ЦФА, в почтовом обращении не был и является скорее сувенирным листком. Он распространялся вместе с пригласительным билетом на открытие выставки.
В начале 1970-х годов сувенирные листки в СССР стали выпускаться довольно часто. Они издавались по инициативе местных филателистических организаций и нередко бесконтрольно. Поэтому к концу 1975 года общее количество листков уже достигло несколько сотен сюжетов. Вместе с тем сувенирные листки издавало и Правление Всесоюзного общества филателистов, это были уже официальные издания Министерства связи СССР.